# Kannanur
Kannanur oder Kannanoor ist ein aus zwei ca. 5 km voneinander entfernten Dörfern bestehender Ort mit rund 1.700 Einwohnern im südindischen Bundesstaat Tamil Nadu. Zwischen beiden Dörfern befindet sich der mittelalterliche Balasubrahmanya-Tempel, der im ehemaligen Grenzgebiet zwischen dem Chola-Reich im Norden und dem Pandya-Reich im Süden lag.

## Lage
Kannanur befindet sich ca. 25 km (Fahrtstrecke) südwestlich der Distriktshauptstadt Pudukkottai bzw. ca. 70 km südlich von Tiruchirappalli in einer Höhe von ca. 110 bis 115 m ü. d. M. Das Klima ist warm bis heiß; Regen fällt hauptsächlich während der Monsunmonate Juli bis Dezember.

## Bevölkerung
Der weitaus größte Teil der nahezu ausschließlich Tamil sprechenden Einwohner des Ortes sind Hindus; andere Religionen spielen in den ländlichen Regionen Indiens kaum eine Rolle. Der männliche und der weibliche Bevölkerungsanteil sind ungefähr gleich hoch.

## Wirtschaft
Die Feldwirtschaft und in geringem Umfang auch die Viehzucht (Kühe, Hühner) bilden die Lebensgrundlage der Bevölkerung. Im Ort selbst haben sich auch Kleinhändler, Handwerker, Dienstleister und kleinere Industriebetriebe angesiedelt.

## Geschichte
Wie weit die Geschichte des Ortes zurückreicht ist unklar. Eine teilweise von der später angebauten Vorhalle überdeckte Tempelinschrift erwähnt den Chola-Herrscher Aditya I. (reg. 881–907), der während seiner Regierungszeit das Gebiet eroberte. Der ursprünglich kleinere Tempel wird jedoch meist früher datiert und der ansonsten wenig bekannten Pandya-Architektur zugeordnet.

## Sehenswürdigkeiten
Der von einer Mauer umschlossene und dem Hindu-Gott Subrahmanya, einem Sohn Shivas, geweihte Balasubrahmanya-Tempel bestand ursprünglich nur aus einer kleinen geschlossenen Vorhalle (mandapa) und der Cella (garbhagriha). Die Außenwand der älteren Bauteile ist durch Pilaster gegliedert; außerdem gibt es im Bereich der Cella drei Figurennischen mit Götterstatuen. Darüber befindet sich ein umlaufendes Traufgesims mit Scheinfenstern (kudus); in den Dachecken des Cellabereichs befinden sich 4 Elefantenfiguren, die eindeutig hoheitlich gemeint sind. Über der Cella erhebt sich ein gedrungen wirkender runder(!) gebäudeähnlicher Aufbau mit gebauchter „Haube“ und Vasenaufsatz (kalasha), der nur mit Mühe in den südindischen Dravida-Stil einzuordnen ist. Die übrigen Bauteile sind hingegen schmucklos und wurden einige Jahre oder Jahrzehnte später angefügt.